# Leucochrysa (Nodita) radiosa
Leucochrysa (Nodita) radiosa is een insect uit de familie van de gaasvliegen (Chrysopidae), die tot de orde netvleugeligen (Neuroptera) behoort. 
Leucochrysa (Nodita) radiosa is voor het eerst wetenschappelijk beschreven door Gerstäcker in 1888.